# Firmino David
Firmino David (Caconda, 13 de abril de 1962) é um prelado angolano da Igreja Católica, atual bispo de Sumbe.

## Biografia
Estudou filosofia e teologia no Seminário diocesano da Arquidiocese de Huambo e foi ordenado presbítero em 21 de abril de 1991, sendo incardinado naquela arquidiocese.
Foi vice-reitor da Cúria, vigário paroquial (entre 1991 e 1993) e pároco (entre 1994 e 1995) da Igreja de Santo António e São Nuno, no Huambo, além de diretor espiritual do seminário menor, entre 1991 e 1994. Obteve sua licenciatura e doutorado em direito canônico na Pontifícia Universidade Urbaniana de Roma, quando estudou ali entre 1995 e 2000. Em seu retorno à Angola, foi nomeado administrador paroquial da missão Camunda (cargo exercido entre 2000 e 2008) e membro do colégio de consultores (entre 2000 e 2019). Depois, foi vigário judicial (2003-2017), vice-reitor (entre 2005 e 2013) e reitor (entre 2013 e 2023) do Seminário Maior Cristo Rei, na Seção Teológica.
Em 4 de maio de 2023 foi nomeado pelo Papa Francisco como bispo de Sumbe. Foi consagrado em 23 de julho seguinte, na Praça São João Paulo II de Huambo, pelo arcebispo de Huambo, Zeferino Zeca Martins, S.V.D., coadjuvado por Filomeno do Nascimento Vieira Dias, arcebispo de Luanda e por Emílio Sumbelelo, bispo de Viana.